# Francesco Acerbi
Francesco Acerbi (Vizzolo Predabissi, Milán, Italia, 10 de febrero de 1988) es un futbolista italiano. Juega de defensa y su equipo es el Inter de Milán de la Serie A de Italia.

## Trayectoria
Nacido en Vizzolo Predabissi, provincia de Milán, Acerbi inició su carrera en el club lombardo Pavia. Hizo su debut en liga el 23 de abril de 2006. Fue cedido al Renate de la Serie D el 14 de enero de 2007 y jugó un amistoso con el club ese mismo día. Hizo su debut oficial en un empate 0-0 frente al Palazzolo. Sin embargo, regresó al club el 30 de enero y jugó la última parte de la Serie C2. El 2 de agosto fue cedido al Triestina y después al Spezia el 16 de agosto. Sin embargo sólo jugó para el equipo sub-20.
Regresó al Pavia el 1 de julio y se convirtió en un habitual del primer equipo. Jugó los playoffs de promoción de la Lega Pro Seconda Divisione de la temporada de 2009-10 finalizando semifinalista. Sin embargo el equipo ascendió ya que varios equipos fueron expulsados de la liga debido a problemas financieros. Acerbi recibió un llamado para jugar la pretemporada con el Reggina de la Serie B el 13 de julio y la copropiedad fue completada el 16 de julio.
El 31 de enero de 2011, Pavia vendió el 50% restante de los derechos al Reggina y ellos formaron otra copropiedad con el Genoa de la Serie A. Él sólo se perdió dos partidos de la Serie B 2010-11 y jugó los playoffs de ascenso, perdiendo contra el Novara en la semifinal. Jugó también la Copa Italia esa temporada, pero fue expulsado y no fue incluido en la tercera ronda. El 24 de junio el Genoa compró el 50% de los derechos del Reggina y vendió a Antonino Ragusa.
El 1 de julio de 2011 fue vendido al ChievoVerona en una copropiedad, como parte del acuerdo de la transferencia de Kevin Constant al Genoa. Acerbi entró en el once inicial del Chievo en la segunda mitad de la temporada (14 partidos de titular). El 20 de junio de 2012 el Milan fichó a Acerbi, en una copropiedad con el Genoa para obtener el 50% de sus derechos, ese mismo día el Milan fichó también a Kevin Constant cedido procedente del Genoa.

## Selección nacional
Ha sido internacional con la selección de fútbol de Italia en 34 ocasiones en las que ha anotado un gol. Debutó el 18 de noviembre de 2014, en un encuentro amistoso ante la selección de Albania que finalizó con marcador de 1-0 a favor de los italianos.

## Estadísticas

### Clubes
Actualizado al último partido disputado el 25 de junio de 2025.
| Club                        | Div.          | Temporada     | Liga  | Liga  | Copas nacionales | Copas nacionales | Copas internacionales | Copas internacionales | Total | Total |
| Club                        | Div.          | Temporada     | Part. | Goles | Part.            | Goles            | Part.                 | Goles                 | Part. | Goles |
| --------------------------- | ------------- | ------------- | ----- | ----- | ---------------- | ---------------- | --------------------- | --------------------- | ----- | ----- |
| A. C. Pavia · Italia        | 3.ª           | 2005-06       | 1     | 0     | 0                | 0                | ―                     | ―                     | 1     | 0     |
| A. C. Pavia · Italia        | 3.ª           | 2006-07       | 1     | 0     | 0                | 0                | ―                     | ―                     | 1     | 0     |
| A. C. Pavia · Italia        | 4.ª           | 2009-10       | 6     | 1     | 0                | 0                | ―                     | ―                     | 6     | 1     |
| A. C. Pavia · Italia        | Total club    | Total club    | 8     | 1     | 0                | 0                | 0                     | 0                     | 8     | 1     |
| Regina Calcio · Italia      | 2.ª           | 2010-11       | 42    | 2     | 1                | 0                | ―                     | ―                     | 43    | 2     |
| Regina Calcio · Italia      | Total club    | Total club    | 42    | 2     | 1                | 0                | 0                     | 0                     | 43    | 2     |
| A. C. ChievoVerona · Italia | 1.ª           | 2011-12       | 17    | 1     | 3                | 0                | ―                     | ―                     | 20    | 1     |
| A. C. Milan · Italia        | 1.ª           | 2012-13       | 6     | 0     | 2                | 0                | 2                     | 0                     | 10    | 0     |
| A. C. Milan · Italia        | Total club    | Total club    | 6     | 0     | 2                | 0                | 2                     | 0                     | 10    | 0     |
| A. C. ChievoVerona · Italia | 1.ª           | 2012-13       | 7     | 0     | 0                | 0                | ―                     | ―                     | 7     | 0     |
| A. C. ChievoVerona · Italia | Total club    | Total club    | 24    | 1     | 3                | 0                | 0                     | 0                     | 27    | 1     |
| U. S. Sassuolo · Italia     | 1.ª           | 2013-14       | 13    | 0     | 0                | 0                | ―                     | ―                     | 13    | 0     |
| U. S. Sassuolo · Italia     | 1.ª           | 2014-15       | 32    | 3     | 0                | 0                | ―                     | ―                     | 32    | 3     |
| U. S. Sassuolo · Italia     | 1.ª           | 2015-16       | 36    | 4     | 2                | 0                | ―                     | ―                     | 38    | 4     |
| U. S. Sassuolo · Italia     | 1.ª           | 2016-17       | 38    | 4     | 1                | 0                | 10                    | 0                     | 49    | 4     |
| U. S. Sassuolo · Italia     | 1.ª           | 2017-18       | 38    | 0     | 3                | 0                | ―                     | ―                     | 41    | 0     |
| U. S. Sassuolo · Italia     | Total club    | Total club    | 157   | 11    | 6                | 0                | 10                    | 0                     | 173   | 11    |
| S. S. Lazio · Italia        | 1.ª           | 2018-19       | 37    | 3     | 5                | 0                | 8                     | 0                     | 50    | 3     |
| S. S. Lazio · Italia        | 1.ª           | 2019-20       | 36    | 2     | 3                | 0                | 6                     | 0                     | 45    | 2     |
| S. S. Lazio · Italia        | 1.ª           | 2020-21       | 32    | 0     | 2                | 1                | 8                     | 0                     | 42    | 1     |
| S. S. Lazio · Italia        | 1.ª           | 2021-22       | 30    | 4     | 0                | 0                | 6                     | 0                     | 36    | 4     |
| S. S. Lazio · Italia        | Total club    | Total club    | 135   | 9     | 10               | 1                | 28                    | 0                     | 173   | 10    |
| Inter de Milán · Italia     | 1.ª           | 2022-23       | 31    | 0     | 6                | 1                | 12                    | 0                     | 49    | 1     |
| Inter de Milán · Italia     | 1.ª           | 2023-24       | 29    | 3     | 3                | 0                | 6                     | 0                     | 38    | 3     |
| Inter de Milán · Italia     | 1.ª           | 2024-25       | 23    | 0     | 1                | 0                | 11                    | 1                     | 35    | 1     |
| Inter de Milán · Italia     | Total club    | Total club    | 83    | 3     | 10               | 1                | 29                    | 1                     | 122   | 5     |
| Total carrera               | Total carrera | Total carrera | 455   | 27    | 32               | 2                | 73                    | 1                     | 560   | 30    |

## Palmarés

### Títulos nacionales
| Título              | Club           | País   | Año  |
| ------------------- | -------------- | ------ | ---- |
| Copa Italia         | S. S. Lazio    | Italia | 2019 |
| Supercopa de Italia | S. S. Lazio    | Italia | 2019 |
| Supercopa de Italia | Inter de Milán | Italia | 2022 |
| Copa Italia         | Inter de Milán | Italia | 2023 |
| Supercopa de Italia | Inter de Milán | Italia | 2023 |
| Serie A             | Inter de Milán | Italia | 2024 |

### Títulos internacionales
| Título   | Club (*)            | Sede   | Año  |
| -------- | ------------------- | ------ | ---- |
| Eurocopa | Selección de Italia | Europa | 2020 |

(*) Incluyendo la selección.